# Euro-Skulptur

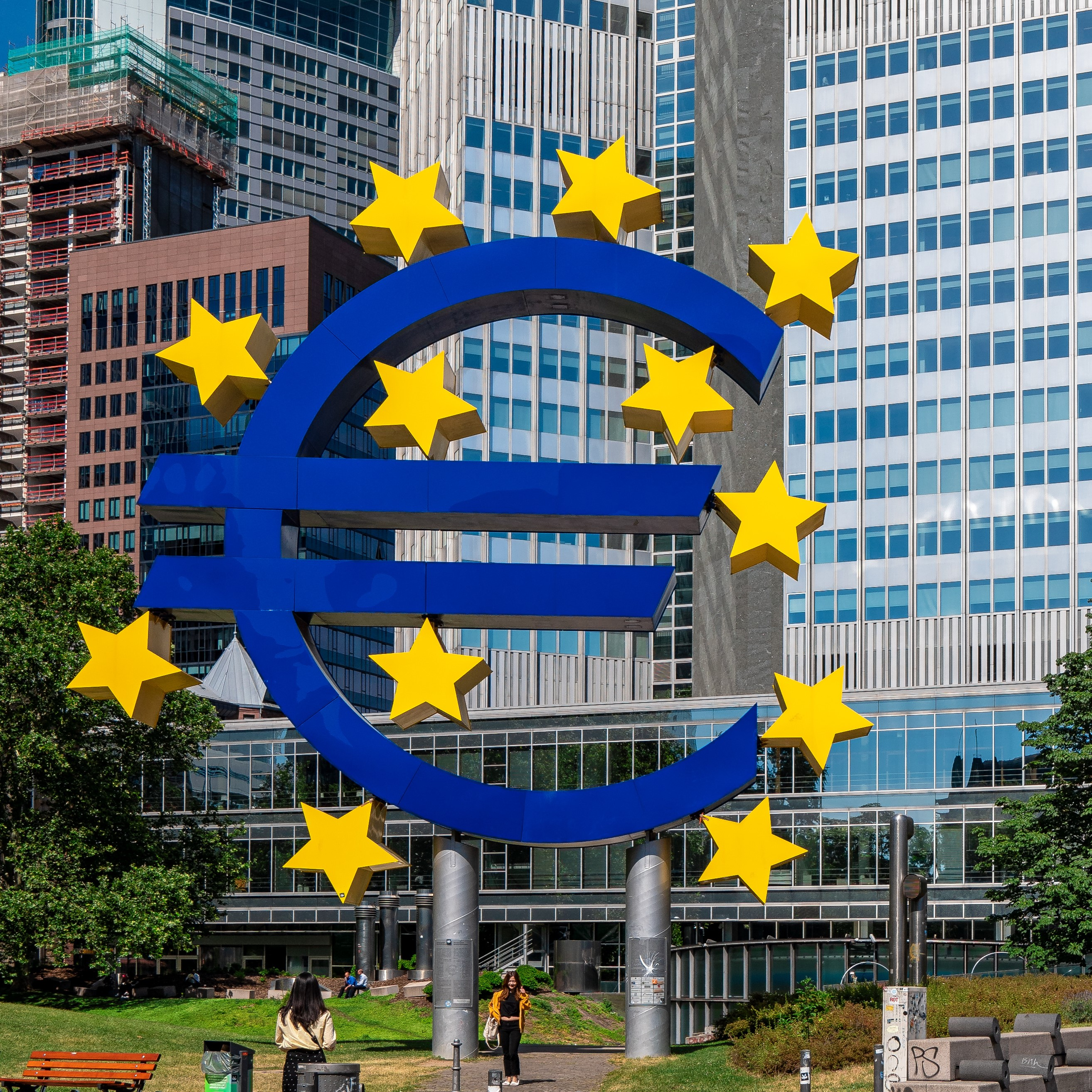
Euro-Skulptur am Willy-Brandt-Platz (2019)

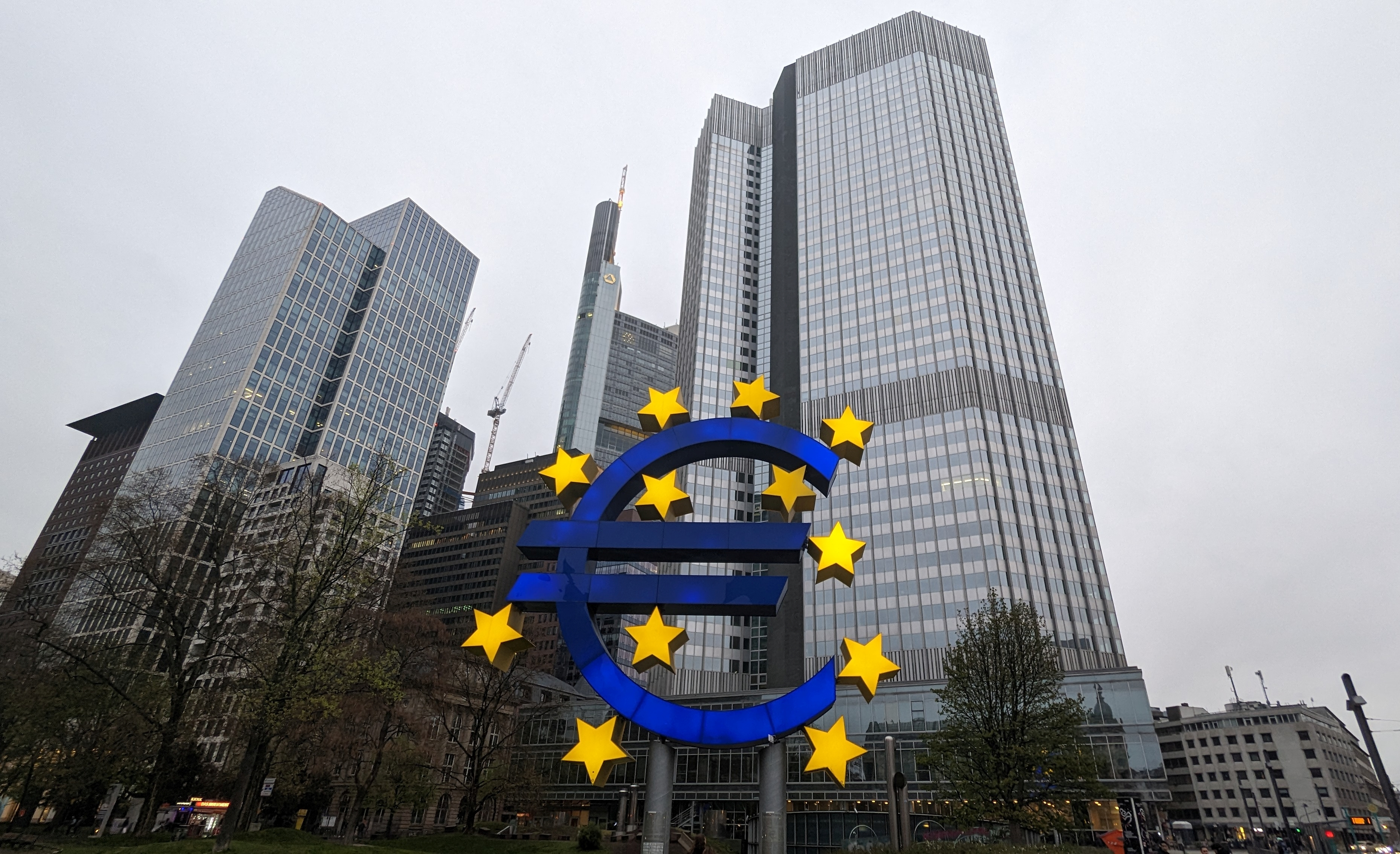
Ansicht bei Tag vor dem Eurotower (2023)

Die Euro-Skulptur ist ein in zwei Exemplaren ausgeführtes Kunstwerk von Ottmar Hörl. Die 14 Meter hohe und 50 Tonnen schwere Leuchtreklame zeigt ein monumentales blaues Eurozeichen, das von zwölf gelben Sternen umgeben ist, den Farben der Europäischen Union. Die Euro-Skulptur ist ein oft fotografiertes Objekt in der Frankfurter Innenstadt und findet sich auch als Illustration in Berichten über den Euro.

## Geschichte
Ottmar Hörl entwarf die Euro-Skulptur Ende der 1990er Jahre und schuf zwei Exemplare; eines wurde am Frankfurter Flughafen aufgestellt, das andere schenkte er dem Verein Frankfurter Kultur Komitee, das sie auf dem städtischen Willy-Brandt-Platz neben dem Eurotower aufstellen ließ, in dem die Europäische Zentralbank (EZB) ihren Sitz hatte. Die Skulptur ersetzte seit dem Jahreswechsel 2001/2002 eine Euro-Uhr am gleichen Standort. 
Nachdem die EZB zu ihrem neuen Standort im Frankfurter Ostend umgezogen war, wurde von verschiedenen Seiten gefordert, das Objekt in der Innenstadt vom Platz zu entfernen und es entweder in das Ostend zu versetzen oder in ein Museum zu bringen. Der Verein Frankfurter Kultur Komitee bekam daraufhin Anfragen, es unter anderem an prominenter Stelle in Paris auszustellen.
Im Juli 2015 wurde die Skulptur saniert, und die Leuchtkörper wurden auf LED umgestellt.
Im Jahr 2022 wurde über eine Versteigerung der Skulptur diskutiert, da ihre weitere Unterhaltung Kosten in Höhe von 200.000 Euro jährlich verursachen würde. Die Stadt Frankfurt war angesichts dessen nicht bereit, sich zu beteiligen.